# Mateo Apolonio Berruezo
Mateo Apolonio Berruezo (Ciudad de Buenos Aires; 17 de abril de 2010) es un futbolista argentino. Juega como lateral izquierdo o carrilero y su actual equipo es el Deportivo Riestra de la Primera División de Argentina.

## Trayectoria

### Riestra
Hijo de un futbolista, Claudio Apolonio, que jugó en clubes del ascenso como Excursionistas, a finales de los 90, Mateo Apolonio se sumó el 7 de febrero de 2022 a los equipos infantiles de Riestra cuando tenía 11 años tras pasar por las del club de su colegio, Villa Modelo, y en Primera Junta, un club de futsal de la Primera D (séptima división en ese deporte). Ya en el inicio de 2024, dio el salto a las divisiones inferiores del club.
Sus números en Riestra marcan que, hasta su debut en Primera, había jugado 44 partidos: 20 en la sub-12 en 2022, 17 en la sub-13 en 2023 y 7 en novena división de AFA. Sólo había sido suplente en una ocasión y sumó tres goles, todos en el fútbol infantil de AFA.
Rotando entrenamientos con la primera y décima desde enero, fue subido al plantel profesional de forma definitiva el 14 de mayo. Finalmente debutó el 16 de ese mismo mes contra Newell's Old Boys en el Estadio Presbítero Bartolomé Grella de Patronato, con derrota por 0-1 en los dieciseisavos de la Copa Argentina 2024. Ingresó a los 85 minutos del tiempo complementario en la posición de lateral reemplazando a Gonzalo Bravo con el dorsal 25, y se convirtió en el segundo jugador más joven en jugar un partido en la Primera División, con 14 años y 29 días, siendo superado por Carlos Castriotta, quien jugó para el Racing Club a los 13 años y 9 meses en 1975.
Mauricio Larriera, el entonces entrenador de Newell's Old Boys, destacó su miedo por el debut de Mateo a tan joven edad, opinando que es algo peligroso pero, si Cristian Fabbiani (entrenador de los Blanquinegros) había visto en Apolonio capacidades para debutar profesionalmente por algo debía ser.
Lo sorprendente del caso de Berruezo es que pasó, sin escalas, de la décima división (donde era capitán) a debutar en su primera convocatoria. Previo a jugar, días atrás había firmado su primer contrato profesional.
Al ser cuestionado sobre el temprano debut del juvenil, Cristian Fabbiani declaró que lo había convocado para la Copa Argentina ya que no quería arriesgar jugadores en un torneo secundario para lograr mantener la categoría. Según confiesa Cristian, usaron la copa como un entrenamiento para los jugadores con poco rodaje ya que era consciente de las pocas oportunidades que tenía Riestra de pelear por el título. Con base en eso se realizó un scouting de jugadores de la tercera división, seleccionándolo a Mateo Apolonio Berruezo como el indicado para jugar.
Exactamente 5 meses después de su debut profesional y tras jugar varios partidos en categorías inferiores desde mayo a septiembre, el 16 de octubre de 2024. se le pudo dar la posibilidad de sumar sus primeros minutos en reserva usando el dorsal 23 ante Independiente Rivadavia en el triunfo 1-0 de su equipo por la duodécima fecha de la Copa de la Reserva de la Liga Profesional 2024. En una publicación de Instagram se declaró muy feliz y agradecido con su familia, padres, amigos y a sus profesores.
Después de ese debut copero, jugó los dos partidos restantes: derrota 0-2 ante Atlético Tucumán en la fecha 13 vistiendo el número once y el empate 0-0 contra Argentinos Juniors en la última fecha, con la 22. Riestra, en la Zona A, quedó décimo producto de 2 triunfos, 4 empates y 8 derrotas en 14 partidos, anotando 5 goles y recibiendo 18, con -13 de diferencia de gol, sumando diez puntos y siendo eliminados en grupos.
Días después, el 9 de noviembre, disputó su último partido del año en la fecha 27 del Torneo de Novena División, ante el entonces escolta River en lo que fue derrota 0-5, dándole la oportunidad al Millonario de campeonar. Para este partido, Apolonio utilizó el número 3 y, pese al abultado resultado, tuvo una buena participación.
En este torneo juvenil, Riestra quedó en la vigesimosexta posición, producto de 2 triunfos, 8 empates y 18 derrotas en 27 partidos, anotando 12 goles y recibiendo 59, con -47 de diferencia de gol, sumando catorce puntos y siendo el antepenúltimo puesto sólo por detrás de Independiente Rivadavia y Sarmiento.
En una carta de despedida al 2024, Mateo destacaba que fue el mejor año de su vida a nivel futbolístico, viviendo cosas que creía imposibles como competir en la Categoría A de la AFA ante los mejores equipos del país y su ansiado debut en Primera.

## Estilo de juego
Según Alan Fochile, técnico de la reserva de Riestra, desde el primer momento que lo vieron les impactó su potencia por la banda, tiene condiciones muy importantes. Es un tractor yendo hacia adelante y en el retroceso. Tiene juego dominado, ataca con mucho peligro y tiene muy buen manejo de pelota, pegándole con rosca en velocidad. Es un lateral inteligente de esos que llegan al fondo y saben lo que buscan pero que, pese a ya haber debutado, tiene que seguir formándose y tiene que tener la contención de todos los trabajadores del club. Además, destaca que también tiene que volver al colegio. Es una criatura que se está formando. Además de desempeñarse como lateral, también puede desplegarse como carrilero. 
Lo define como un ser humano muy centrado, correcto y aplicado, tanto en la parte deportiva, escolar y familiar. Es muy apasionado, siempre quiere estar, ganar y competir. Apolonio se destaca por su explosión, dinámica y por la pegada que tiene. En competición, hizo goles con muy linda repercusión. Algunos fueron arrancando desde atrás hacia adelante eludiendo a varios jugadores. 
También hizo de volea porque llega en diagonal a los centros atrás. Junto con esta definición de juego, lo comparó con el lateral brasileño Roberto Carlos.
Fabbiani, técnico del primer equipo, reforzó todo lo anteriormente declarado y destacó que tiene velocidad, movimientos y jerarquía.

## Vida personal
Hincha de Boca Juniors, Mateo Apolonio Berruezo nació en Capital Federal el 17 de abril de 2010. Es hijo de Claudio Apolonio y Pamela Berruezo. En relación a eso él dice que, al enterarse de su citación a la Primera División, estaba en su casa y sus padres se emocionaron al contarle la noticia. Tiene un hermano mayor llamado Matías Apolonio. Actualmente cursa segundo año de la escuela secundaria en el Instituto Educativo Modelo y, tras su primer partido, siguió entrenándose con la novena división.
La novedad de su debut trajo mucha exposición: tanto noticias de medios internacionales, el reconocimiento de prestigiosos periodistas como Fabrizio Romano, reconocimiento en la calle o críticas que sostienen que su debut es únicamente una estrategia de marketing de parte del club. Incluso, al volver al colegio luego de debutar fue homenajeado con un acto donde le entregaron un afiche con dedicatorias de sus compañeros de curso.
Según comenta su padre, el sueño de Mateo es ser convocado con la Selección Argentina Sub-15.

## Estadísticas

### Clubes
Actualizado al último partido disputado el 16 de mayo de 2024.
| Club                                                                                       | Div.          | Temporada     | Liga  | Liga  | Liga   | Copas nacionales(1) | Copas nacionales(1) | Copas nacionales(1) | Copas internacionales | Copas internacionales | Copas internacionales | Total | Total | Total  |
| Club                                                                                       | Div.          | Temporada     | Part. | Goles | Asist. | Part.               | Goles               | Asist.              | Part.                 | Goles                 | Asist.                | Part. | Goles | Asist. |
| ------------------------------------------------------------------------------------------ | ------------- | ------------- | ----- | ----- | ------ | ------------------- | ------------------- | ------------------- | --------------------- | --------------------- | --------------------- | ----- | ----- | ------ |
| Riestra Argentina                                                                          | 1.ª           | 2024          | 0     | 0     | 0      | 1                   | 0                   | 0                   | 0                     | 0                     | 0                     | 1     | 0     | 0      |
| Riestra Argentina                                                                          | 1.ª           | 2025          | 0     | 0     | 0      | 0                   | 0                   | 0                   | 0                     | 0                     | 0                     | 0     | 0     | 0      |
| Riestra Argentina                                                                          | Total club    | Total club    | 0     | 0     | 0      | 1                   | 0                   | 0                   | 0                     | 0                     | 0                     | 1     | 0     | 0      |
| Total carrera                                                                              | Total carrera | Total carrera | 0     | 0     | 0      | 1                   | 0                   | 0                   | 0                     | 0                     | 0                     | 1     | 0     | 0      |
| (1) Incluye datos de la Copa Argentina, Copa de la Liga Profesional y Supercopa Argentina. |               |               |       |       |        |                     |                     |                     |                       |                       |                       |       |       |        |